# Availles-en-Châtellerault
Availles-en-Châtellerault ist eine französische Gemeinde mit 1.738 Einwohnern (Stand: 1. Januar 2022) im Département Vienne in der Region Nouvelle-Aquitaine. Sie gehört zum Arrondissement Châtellerault und zum Kanton Chavigny (bis 2015: Kanton Vouneuil-sur-Vienne) und zum Gemeindeverband Communauté d’agglomération du Pays Châtelleraudais. Die Einwohner werden Availlais genannt.

## Geographie
Availles-en-Châtellerault liegt am Vienne, der die westliche Gemeindegrenze bildet, etwa 27 Kilometer nordnordöstlich von Poitiers. Nachbargemeinden sind Châtellerault im Norden, Senillé im Osten und Nordosten, Monthoiron im Osten und Südosten, Vouneuil-sur-Vienne im Süden sowie Cenon-sur-Vienne im Westen.

## Bevölkerungsentwicklung
| Jahr                      | 1962 | 1968 | 1975 | 1982 | 1990 | 1999 | 2006 | 2012 |
| Einwohner                 | 685  | 680  | 902  | 1066 | 1175 | 1226 | 1459 | 1668 |
| Quelle: Cassini und INSEE |      |      |      |      |      |      |      |      |

## Sehenswürdigkeiten
- Schloss La Tour-d'Oyre
- Festes Haus La Roche du Maine
- Steinbruch La Doubtiere mit zahlreichen Fossilienfunden